# 11月10日
11月10日是阳历一年中的第314天（闰年第315天），离全年的结束还有51天。

## 大事记

### 20世纪以前
- 474年：东罗马帝国皇帝利奥二世死后，其父芝诺继任为皇帝。
- 937年：南吴君主楊溥被迫让位给徐知诰，后者建立南唐政权。
- 1038年：李元昊建国称帝，国号“大夏”，史称西夏。
- 1293年：罗登·韦查耶加冕为爪哇岛满者伯夷王国的首位君主。
- 1444年：瓦尔纳战役：波兰和匈牙利国王瓦迪斯瓦夫三世率领的十字军惨败于奥斯曼帝国苏丹穆拉德二世，瓦迪斯瓦夫阵亡。
- 1520年：斯德哥尔摩惨案：丹麦国王克里斯蒂安二世在占领瑞典后，在斯德哥尔摩处决大批瑞典贵族。
- 1674年：英荷战争：荷兰将新尼德兰割让予英格兰。
- 1775年：在美國獨立戰爭期間，第二次大陸會議在費城通過成立美國海軍陸戰隊的決議。
- 1793年：法国国民公会宣布建立理性崇拜。
- 1871年：美國記者亨利·史坦利在烏吉吉坦干依喀湖附近發現失蹤的英國探險家大衛·李文斯頓。
- 1898年：美國白人優越主義者於北卡羅萊納州威爾明頓發動大規模暴動，推翻該市合法民選政府。

### 20世紀
- 1924年：孙中山发表《北上宣言》。
- 1928年：在日本大正天皇逝世後，第124代天皇昭和天皇在京都市京都御所舉行登基典禮。
- 1936年：国共双方代表潘汉年与陳立夫在上海沧州饭店进行会谈，协商合作抗日事务。
- 1942年：第二次世界大战：納粹德國入侵維希法國。
- 1944年：中国抗日战争：豫湘桂会战中，桂林、柳州失守。
- 1944年：丘吉尔通知议会，英国首次受到纳粹德国V2火箭攻击。
- 1958年：希望钻石被捐献给史密森尼博物院。
- 1963年：在印度尼西亞總統蘇卡諾倡導下，印度尼西亞和中華人民共和國在雅加達舉辦新興力量運動會。
- 1965年：上海《文汇报》发表姚文元的《评新编历史剧〈海瑞罢官〉》，揭开了文革的序幕。
- 1969年：美國公共電視網首次播出兒童教育電視節目《芝麻街》，隨後獲得極高收視率。
- 1974年：布鲁克海文国家实验室的丁肇中和斯坦福線形加速器中心的伯頓·里克特分别独立发现粲夸克。
- 1975年：美國大湖貨輪埃德蒙德·費茲傑羅號因冬季風暴於蘇必略湖沉沒，29名船員全數罹難。
- 1982年：由华裔女建筑师林璎设计的越战阵亡将士纪念碑在美国华盛顿落成。
- 1983年：微软首次向公众展示Windows 1.0。
- 1989年：保加利亚领导人托多尔·日夫科夫被解除职位，由佩特尔·姆拉德诺夫继任。
- 1990年：哈勃望远镜首次观察类星体。
- 1998年：中国湖南警方宣布已经彻底消灭了邪教“主神教”。

### 21世紀
- 2007年：在智利舉辦的伊比利亞－美洲高峰會上，時任西班牙國王胡安·卡洛斯一世因不滿委內瑞拉總統烏戈·查維茲多次打斷西班牙總理發言，公開斥責「為什麼你不閉嘴？」
- 2008年：在与凤凰号火星探测器失去联系后，美国国家航空航天局被迫中止该任务。
- 2009年：南韓與北韓海軍艦隻在黃海大青島對開海域發生軍事衝突。
- 2014年：《火影忍者》漫画完结。
- 2019年：经过19天的民众抗议后，玻利维亚总统埃沃·莫拉莱斯宣布辞职。
- 2020年：亞美尼亞民眾不滿政府與亞塞拜然簽訂納戈爾諾-卡拉巴赫停火協議，衝入國會大廈要求總理尼科尔·帕希尼扬下台。
- 2021年：美國太空公司SpaceX的載人龍飛船C210自甘迺迪太空中心成功發射升空，其後與國際太空站連結。

## 出生
- 1433年：大膽查理，勃艮第公爵（1477年逝世）
- 1483年：馬丁·路德，德國神學家、哲學家，宗教改革運動的倡導者（1546年逝世）
- 1547年：格布哈特·瓦尔德堡，科隆大主教（1601年逝世）
- 1668年：路易三世·德·波旁，法國波旁王室孔代親王、戰功卓著的將領（1710年逝世）
- 1668年：弗朗索瓦·库普兰，法國巴洛克時期作曲家、羽管鍵琴音樂家（1733年逝世）
- 1697年：威廉·贺加斯，英國諷刺畫家，歐洲連環漫畫先驅（1764年逝世）
- 1730年：奧立佛·高德史密斯，盎格魯愛爾蘭詩人、作家、醫生（1774年逝世）
- 1759年：弗里德里希·席勒，德國詩人、哲學家、歷史學家、劇作家，德國文學史上地位僅次於歌德（1805年逝世）
- 1764年：安德烈·曼努埃爾·德爾里奧，墨西哥化學家（1849年逝世）
- 1784年：威廉·梅納德·戈姆，英國陸軍元帥（1875年逝世）
- 1790年：讓·勒內·康斯特·蓋伊，法國船醫、動物學家、解剖學家（1869年逝世）
- 1804年：約翰·斯坦尼福德·魯賓遜，美國律師、政治人物，前任佛蒙特州州長（1860年逝世）
- 1808年：劉易斯·查爾斯·萊文，美國政治人物（1860年逝世）
- 1812年：左宗棠，清朝大臣（1885年逝世）
- 1828年：王韬，中国思想家（1897年逝世）
- 1834年：荷西·赫南德茲，阿根廷政治人物、記者、詩人（1886年逝世）
- 1845年：约翰·斯帕洛·戴维·汤普森，加拿大政治人物，第5任加拿大總理（1894年逝世）
- 1849年：亞歷山大·達夫，英國貴族，第一代法夫公爵（1912年逝世）
- 1868年：船越義珍，日本現代空手道松濤館流創始者（1957年逝世）
- 1869年：韋恩·惠勒，美國律師，「反沙龍聯盟」長期領導人，美國禁酒令的主要推動者（1927年逝世）
- 1887年：埃莉薩·萊奧尼達·扎姆菲雷斯庫，羅馬尼亞工程師（1973年逝世）
- 1888年：安德烈·圖波列夫，蘇联航空工业設計師（1972年逝世）
- 1879年：帕特里克·皮尔斯，愛爾蘭教師、律師、詩人、作家、民族主義者與1916年復活節起義領導人之一（1916年逝世）
- 1879年：韋切爾·林賽，美國詩人，現代吟唱詩歌之父（1931年逝世）
- 1895年：约翰·诺斯洛普，美國航空工業家，諾斯洛普公司創建者、創始人之一（1981年逝世）
- 1896年：海因茨·普呂弗，德國數學家（1934年逝世）
- 1904年：龚祖同，中国光学家（1986年逝世）
- 1910年：張樂平，中國漫画家（1992年逝世）
- 1918年：包玉剛，环球航运集团（本格森環球前身）創始人, 華人世界船王（1991年逝世）
- 1918年：恩斯特·奥托·菲舍尔，德國化學家，1973年諾貝爾化學獎得主（2007年逝世）
- 1919年：莫伊兹·冲伯，剛果民主共和國軍閥（1969年逝世）
- 1919年：米哈伊爾·卡拉什尼科夫，蘇聯軍人、工程師、槍械設計師，以設計AK系列突擊步槍而聞名（2013年逝世）
- 1923年：忠犬八公，日本具傳奇色彩的忠犬（1935年逝世）
- 1924年：蔡萬霖，台灣企業家（2004年逝世）
- 1925年：，英國演員（1984年逝世）
- 1928年：，意大利電影作曲家（2020年逝世）
- 1932年：楊祥發，臺灣科學家（2007年逝世）
- 1932年：羅伊·谢德，美國電影演員（2008年逝世）
- 1933年：羅納德·埃萬斯，美國太空人，曾執行阿波羅17號任務（1990年逝世）
- 1934年：孫伯翔，中國書法家（2024年逝世）
- 1935年：伊戈爾·諾維科夫，俄羅斯理論天體物理學家、宇宙學家
- 1939年：楊樂，中國數學家（2023年逝世）
- 1941年：維克托·薩姆索諾夫，俄羅斯軍事人物（2024年逝世）
- 1942年：罗伯特·F·恩格尔，美國經濟學家，2003年諾貝爾經濟學獎得主
- 1944年：李谷一，中国歌唱藝術家
- 1944年：蒂姆·賴斯，英國音樂劇作詞家
- 1945年：通倫·西蘇里，寮國政治人物，現任寮國人民革命黨中央委員會總書記、寮人民民主共和國主席
- 1948年：糸井重里，日本作家
- 1950年：胡德夫，台灣歌手
- 1951年：洪偉明，台灣時尚界著名造型師
- 1954年：漢斯·凱爾·拉斯穆森，丹麥男子射擊運動員（2025年逝世）
- 1955年：羅蘭·艾默瑞奇，德國電影導演
- 1955年：尼爾·蓋曼，英國猶太裔作家，名列文學傳記辭典十大後現代作家
- 1958年：杨丽萍，中国舞蹈家
- 1959年：彭安傑，印度裔美國企業家
- 1960年：川岛直美，日本演員（2015年逝世）
- 1960年：張德蘭，香港女歌手
- 1960年：尼爾·蓋曼，英國作家
- 1963年：郭進興，台湾棒球球員
- 1964年：李安熙，台湾棒球教練
- 1964年：肯尼·羅傑斯，美國棒球選手
- 1965年：艾迪·厄文，英國賽車手
- 1967年：周慧敏，香港女歌手
- 1967年：邁克·賈·懷特，美國男演員
- 1969年：延斯·莱曼，德國足球運動員
- 1969年：艾蓮·朋佩歐，美國女演員
- 1969年：法斯蒂諾·阿斯普里拉，哥伦比亞足球運動員
- 1970年：鄭斌輝，新加坡演員、歌手
- 1971年：馬里奥·阿夫多·貝尼特斯，巴拉圭政治人物，第36任巴拉圭總統
- 1972年：彭丹，香港演員
- 1972年：DJ Ashba，美國硬式搖滾樂團槍與玫瑰現任主奏吉他手
- 1973年：，捷克足球員
- 1973年：马尔科·罗德里格斯，墨西哥足球運動員
- 1975年：刘丹，中國女演員（2000年逝世）
- 1976年：張鈺，中國演員
- 1977年：布蘭妮·墨菲，美籍演員、歌手（2009年逝世）
- 1977年：元斌，韓國演員
- 1977年：楊卓娜，香港演員
- 1978年：神田朱未，日本女性聲優
- 1978年：迪波洛，美國DJ、音樂製作人
- 1978年：凱拉·科爾，斯洛伐克模特兒、閣樓寵物和電視節目主持人
- 1979年：安东尼·雷维耶，法國足球運動員
- 1980年：辰亦儒，台灣歌手、演員，飛輪海成員
- 1980年：日華，中日混血饒舌歌手
- 1980年：衛斯理，台灣藝人
- 1980年：劉喆瑩，台灣女演員、模特兒
- 1982年：浦田直也，日本藝人
- 1982年：利昂霖，台灣演員
- 1983年：鄭俊弘，香港歌手
- 1983年：吳婉君，台灣演員
- 1983年：立花里子，日本AV女優
- 1983年：肯德里克·帕金斯，美國職籃運動員
- 1984年：榎宮祐，日本裔巴西漫畫家、插畫家、輕小說作家
- 1984年：張致恆，香港藝人
- 1985年：宗念美，台灣女演員、模特兒
- 1985年：汪鑫，中國女子羽球運動員
- 1985年：吳敏霞，中國女子跳水運動員
- 1986年：金世佳，中國男演員
- 1987年：櫻井透，日本男性聲優
- 1988年：敖廠長，中國網路Podcast、電子遊戲娛樂評論員
- 1989年：張慧雯，香港演員
- 1989年：蔣家旻，香港演員
- 1989年：泰隆·艾奇頓，英國男演員
- 1989年：布蘭登·哈特利，紐西蘭一級方程式賽車車手
- 1990年：米芮亞·貝蒙特·加西亞，西班牙游泳運動員
- 1990年：鄭澤運，韓國男子偶像團體VIXX成員
- 1993年：劉鴻敏，台灣排球國手
- 1993年：劉鴻杰，台灣排球國手
- 1993年：鄧佩儀，香港演員
- 1993年：田所梓，日本女性聲優、歌手
- 1994年：淺野拓磨，日本職業足球運動員
- 1994年：安德烈·德格拉塞，加拿大男子田徑運動員
- 1995年：左卓，中國女歌手
- 1995年：熊谷敬宥，日本職業棒球運動員
- 1996年：金惠奫，韓國女演員
- 1997年：佐佐木李子，日本女性聲優
- 1997年：丹尼爾·占士，英國足球運動員
- 1997年：馬里奧斯·喬治烏，賽普勒斯男子競技體操運動員
- 1999年：琪蘭·席普卡，美國女演員
- 1999年：阿曼德·杜普蘭蒂斯，瑞典男子田徑運動員
- 2000年：麦肯基·弗依，美國童星、模特、演員
- 2001年：阪口珠美，日本女子偶像團體乃木坂46成員
- 2004年：南道贤，韓國男子偶像團體X1、BAE173成員
- 2006年：洪恩採，韓國女子偶像團體LE SSERAFIM成員
- 生年不詳：間宮胡桃，日本女性聲優

## 逝世

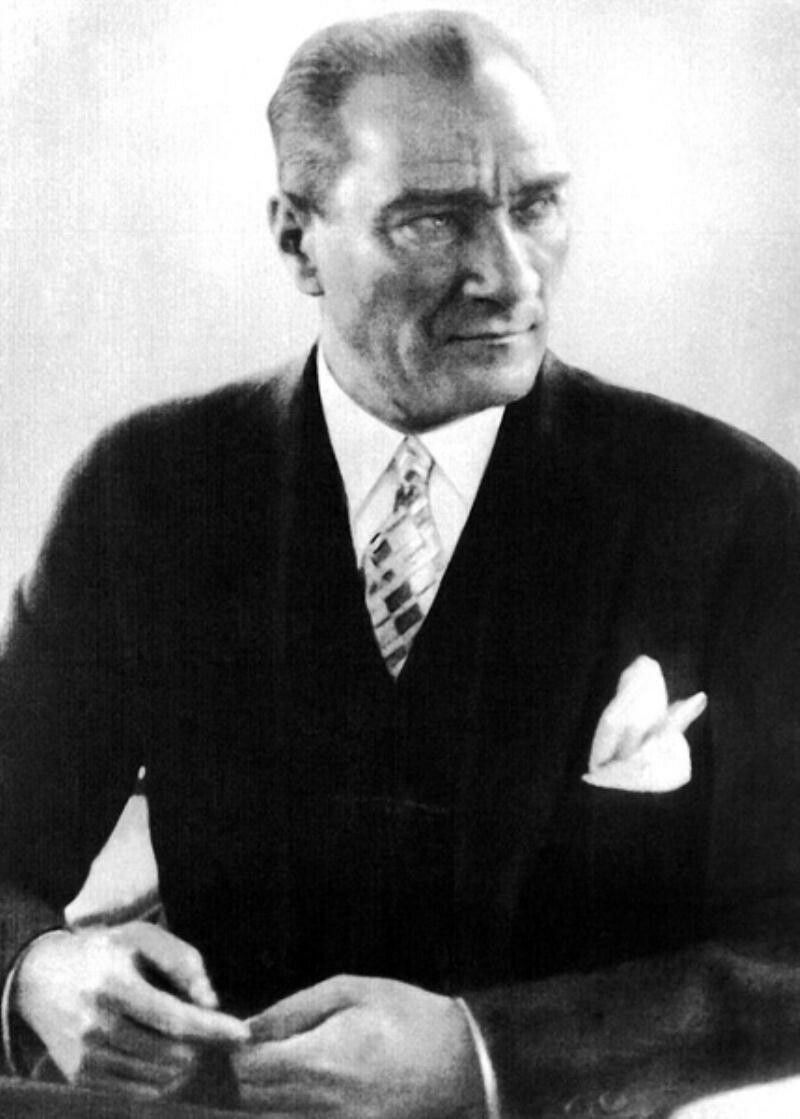
土耳其國父暨首任總統凱末爾

- 461年：教宗良一世，羅馬主教（400年出生）
- 474年：利奥二世，东罗马帝国皇帝（467年出生）
- 627年：尤斯图斯，坎特伯雷大主教（生年不详）
- 765年：淳仁天皇，日本第47代天皇（733年出生）
- 948年：赵延寿，五代十国时期将领（生年不详）
- 1241年：策肋定四世，天主教教宗（生年不详）
- 1290年：嘉拉溫，马木留克王朝第7代苏丹（1222年出生）
- 1444年：瓦迪斯瓦夫三世·雅盖隆契克，波兰国王（1424年出生）
- 1453年：皇甫仁，朝鮮王朝文臣（1387年出生）
- 1549年：保祿三世，天主教教宗（1468年出生）
- 1556年：理查德·钱塞勒，英格兰探险家（1521年出生）
- 1673年：米哈乌，波兰国王（1640年出生）
- 1806年：卡爾·威廉·斐迪南，普魯士陸軍元帥（1735年出生）
- 1808年：盖伊·卡尔顿，英国军官，第一代多尔切斯特男爵（1724年出生）
- 1852年：吉迪恩·曼特爾，英国地质学家及古生物学家（1790年出生）
- 1888年：喬治·賓厄姆，英國陸軍元帥，第三代盧肯伯爵（1800年出生）
- 1888年：比森特·埃雷拉·塞莱东，哥斯大黎加政治人物，第10任哥斯大黎加總統（1821年出生）
- 1891年：阿蒂爾·蘭波，法國超現實主義文學的代表人物、詩人（1854年出生）
- 1900年：譚衛道，法國天主教遣使會會士、動物學家、植物學家（1826年出生）
- 1938年：穆斯塔法·凯末尔·阿塔图尔克，土耳其軍事將領、改革家、作家，首任土耳其總統暨土耳其國父。（1881年出生）
- 1939年：孙武，辛亥革命元勋（1879年出生）
- 1944年：汪精卫，中華民國政治人物，汪精衛國民政府元首，曾任中國國民黨中央政治委員會主席、國民政府主席、國民政府軍事委員會主席等職（1883年出生）
- 1964年：，中國國民黨元老（1879年出生）
- 1982年：列昂尼德·勃列日涅夫，蘇聯政治人物，曾任蘇聯共產黨中央委員會總書記（1906年出生）
- 1985年：吴贻芳，中国教育家（1893年出生）
- 1986年：利昂娜·伍茲，美國物理學家（1919年出生）
- 1989年：薩繆爾·貝克特，愛爾蘭作家，1969年諾貝爾文學獎得主（1906年出生）
- 1994年：梁銶琚，香港銀行家、慈善家（1903年出生）
- 1996年：周谷城，中国历史学家（1898年出生）
- 2008年：李錫銘，第十三屆中共中央政治局委員、第八屆全國人民代表大會常務委員會副委員長、原中共北京市委書記[1]（1926年出生）
- 2008年：多蘿西·沃恩，美國數學家、計算員（1910年出生）
- 2008年：伊藤清，日本数学家（1915年出生）
- 2008年：米瑞安·馬卡貝，南非女歌手，反種族隔離主義人士，1965年格萊美獎得主（1932年出生）
- 2009年：安基，德國門將、漢諾威96門將（1977年出生）
- 2010年：迪诺·劳伦提斯，意大利制片人（1919年出生）
- 2011年：关圣佑，香港音乐家（1943年出生）
- 2012年：森光子，日本演员（1920年出生）
- 2012年：张颂，中国播音学体系创始人（1936年出生）
- 2014年：师昌绪，中国金属学家（1918年出生）
- 2014年：史蒂夫·多德，澳洲原住民男演員（1928年出生）
- 2014年：高倉健，日本男演員（1931年出生）
- 2015年：赫尔穆特·施密特，德國政治人物，第31任德国总理（1918年出生）
- 2015年：吉恩·阿姆達爾，美國計算機科學家、企業家（1922年出生）
- 2015年：克勞斯·羅特，德裔英國數學家（1925年出生）
- 2019年：李连秀，中国人民解放军将领（1923年出生）
- 2022年：余子明，香港男演員（1943年出生）
- 2022年：凯文·康罗伊，美國男演員、配音員（1955年出生）
- 2023年：細田博之，日本政治人物，前任眾議院議長（1944年出生）
- 2023年：達維德·勒內，義大利時裝設計師（1977年出生）
- 2024年：達拉斯·朗，美國男子田徑運動員（1940年出生）

## 节假日和习俗
- 世界青年节(天主教會)
- 阿根廷：传统日
- 德国：圣马丁之歌
- 印度尼西亞：英雄节
- 巴拿马：独立呼声日
- 俄羅斯：警察日
- 土耳其：凯末尔纪念日
- 美国：陆战队建立日